# آندری پانین
آندری پانین (روسی: Андре́й Влади́мирович Па́нин؛ ۲۸ مهٔ ۱۹۶۲ – ۶ مارس ۲۰۱۳) یک کارگردان اهل اتحاد جماهیر سوسیالیستی شوروی بود.